# Lotka-Volterra-ligningerne
Lotka-Volterra-ligningerne er en simpel model for, hvordan populationer af rovdyr og byttedyr påvirker af hinanden. Ligningerne er to koblede differentialligninger givet ved:
{\displaystyle {\begin{aligned}{\frac {dB}{dt}}&=rB-sBR\\{\frac {dR}{dt}}&=-qR+pBR\end{aligned}}}
hvor:
- {\displaystyle B}: byttedyrspopulationen
- {\displaystyle R}: rovdyrspopulationen
- {\displaystyle t}: tid
- {\displaystyle r}, {\displaystyle s}, {\displaystyle q} og {\displaystyle p}: ratekonstanter

Modellen blev foreslået af Alfred J. Lotka og Vito Volterra uafhængigt af hinanden i 1920'erne.

## Udledning
Lotka-Volterra-ligningerne tager udgangspunkt i Malthus' lov, der giver byttedyr eksponentiel vækst:
{\displaystyle {\frac {dB}{dt}}=rB}
Dette svarer til, at der ikke er nogen rovdyr. For rovdyr vil fraværet af byttedyr omvendt betyde et eksponentielt fald:
{\displaystyle {\frac {dR}{dt}}=-qR}
Dvs. at rovdyrspopulationen gradvist uddør ved fravær af bytte. Den simpleste måde, hvorpå de to populationer kan kobles, er at tilføje et blandet led på hver ligning. Det svarer til, at der nedlægges flere byttedyr, jo flere byttedyr er tilgængelige, og jo flere rovdyr er på jagt. For byttedyrene giver det et negativt bidrag:
{\displaystyle {\frac {dB}{dt}}=rB-sBR}
Her angiver {\displaystyle s}, hvor let byttedyr kan nedlægges. Omvendt giver det et positivt bidrag til rovdyrspopulationen:
{\displaystyle {\frac {dR}{dt}}=-qR+pBR}
Her angiver {\displaystyle p} igen, hvor let byttedyr nedlægges, men også hvor meget et nedlagt bytte påvirker rovdyrspopulationen.